# Castorius
Castorius war ein spätantiker römischer Jurist, dessen Lebenszeit in das 5. Jahrhundert datiert wird. 
Bekannt ist Castorius durch seinen Grabstein, der in der Umgebung von Rom auf dem Friedhof Sankt Christina in Bolsena aufgefunden wurde. Auf diesem wird ihm bescheinigt, weise (sapiens) und ein gebildeter Jüngling mit Rechtsgelehrtenstatus gewesen zu sein (doctus puer studiis et iure peritus). Er sei im jungen Alter gestorben.